# Тенхи
Тенхи (в оригинал: Tenhi) е финландска музикална група, основана през 1996 г. Стилово смесва финландски музикален фолклор с леки рок/метъл влияния, а цялостното им звучене е мелодично, меланхолично, минималистично и мрачно. Старинната финландска дума „tenhi“ означава стар, мъдър човек или прорицател.
Музикантите от групата използват множество музикални инструменти: традиционните за рок-музиката китари, бас и барабани, класически инструменти като пиано, цигулка и флейта, и по-рядко устна хармоника, хармониум, арфа, виолончело, уду и синтезатор.
Постоянни членове на Тенхи са Тюко Саарико (Tyko Saarikko), Илмари Исакайнен (Ilmari Issakainen) и Илка Салминен (Ilkka Salminen), а за записи и концерти канят гост-музиканти и беквокалисти.

## Дискография
Групата е издала четири дългосвирещи албума:
- 1999 – Kauan
- 2002 – Väre
- 2006 – Maaäet
- 2006 – Airut:aamujen